# Spiridens aristifolius
Spiridens aristifolius är en bladmossart som beskrevs av Mitten 1868. Spiridens aristifolius ingår i släktet Spiridens och familjen Spiridentaceae. Inga underarter finns listade i Catalogue of Life.